# Vjatsjeslav Maltsev
Vjatsjeslav Vjatsjeslavovitsj Maltsev (russisk: Вячеслав Вячеславович Мальцев, tr. Vjatjeslav Vjatjeslavovitj Maltsev; født 7. juni 1964) er en russisk politiker. Han er medlem af det politiske parti PARNAS.
I maj 2016 vandt Maltsev primærvalget i Folkets Frihedsparti, PARNAS og blev tildelt 2. plads på partiets valgliste ved Parlamentsvalget i Rusland 2016.